# Nihon Kōki
Das Nihon Kōki (jap. 日本後紀, dt. „Spätere Annalen Japans“) ist eine offizielle Chronik Japans für die Jahre 792 bis 833. Sie gehört als dritter Teil zu den sechs offiziellen Reichsgeschichten (Rikkokushi). Als Herausgeber des Nihon Kōki gilt Fujiwara no Otsugu.

## Hintergrund
Die Kompilation dieser Chronik begann 819 auf Anordnung des Tenno Saga. Als Anschlusswerk an die „Fortsetzung des Nihongi“ (Shoku Nihongi) sollte sie die Jahre danach abdecken. An ihrer Herstellung, die bis 840 dauerte, beteiligten sich vorwiegend Mitglieder der Familie Fujiwara, deren Sichtweise die Darstellung prägte.
Ursprünglich umfasste das Werk 40 Faszikel, von denen der größte Teil im 15. Jahrhundert während des Ōnin-Kriegs verloren ging. Heute existieren nur noch die Bücher 5, 8, 12, 13, 14, 17, 20–22 und 24. Der fehlende Inhalt lässt sich zum Teil durch die Quelle Ruijū Kokushi (dt. „Nach Gattungen geordnete Reichsgeschichte“; Fertigstellung 892) rekonstruieren, in der Sugawara no Michizane die Ereignisse der sechs Reichsgeschichten kategorisiert und chronologisiert hatte.

## Inhalt
Der in klassischem Chinesisch verfasste Text behandelt den Zeitraum von 792 bis 833 und damit die Herrschaft von vier Tennos: Kammu, Heizei, Saga und Junna.